# Lars Frederiksen
Lars Everett Frederiksen (nato come Lars Everett Otello) (Campbell, 30 agosto 1971) è un chitarrista e cantante statunitense.
È membro del gruppo punk Rancid, e frontman dei Lars Frederiksen and the Bastards; è stato anche produttore di gruppi come Dropkick Murphys, Agnostic Front, Union 13, The Gadjits e The Business. È entrato nei Rancid nel 1993 quando il gruppo stava cercando un secondo chitarrista, e ha preso parte alla registrazione del loro secondo album Let's Go; da allora è un membro permanente del gruppo
Lars è metà danese (sua madre, Minna, proveniva dalla Danimarca) ed è cresciuto a Campbell (California), un piccolo centro vicino a San Jose. La sesta traccia del suo album del 2001 Lars Frederiksen and the Bastards si intitola proprio Campbell,CA. Si è diplomato alla Westmont High School. La canzone Otherside dei Rancid è dedicata alla memoria di suo fratello maggiore Rob.
Prima dei Rancid, ha suonato negli U.K. Subs per un tour di trenta date nel Regno Unito nel 1991. Ha lasciato il gruppo lamentandosi della loro disorganizzazione. Lars ha formato nel 2000 la band Lars Frederiksen and The Bastards, con la quale ha pubblicato due album, Lars Frederiksen & The Bastards nel 2001 e Viking nel 2004.
Nel 1996 partecipò all'ultimo concerto dei Ramones, suonando insieme alla band ed a Tim Armstrong 53rd & 3rd.
Nel 2011 ha formato i The Old Firm Casuals, band street punk oi!

## Discografia

Un graffito a stencil raffigurante Lars Frederiksen

### Con i Rancid
- 1994 - Let's Go
- 1995 - ...And Out Come the Wolves
- 1998 - Life Won't Wait
- 2000 - Rancid (2000)
- 2003 - Indestructible
- 2009 - Let the Dominoes Fall
- 2014 - Honor Is All We Know
- 2017 - Trouble Maker
- 2023 - Tomorrow Never Comes

### Con i Bastards
- 2001 - Lars Frederiksen and the Bastards
- 2004 - Viking

### Con i The Old Firm Casuals
- 2011 - The Old Firm Casuals S/T (7")
- 2011 - We Want The Lions Share
- 2014 - This Means War (Debut LP)